# Show! Music Core
Show! Music Core (en hangul, 쇼! 음악중심; romanización revisada, Syo! Eumak Jungsim) es un programa de música de Corea del Sur, que es emitido por MBC TV desde el 29 de octubre de 2005 hasta la actualidad. 
Es emitido cada sábados a las 16:00 (KST) y es presentado desde el «MBC Dream Center» en Goyang, Provincia de Gyeonggi, Corea del Sur. Es emitido en Japón por KNTV y TV Asahi con dos semanas de retraso, mientras que en Taiwán fue emitido por Azio TV desde 2010 hasta mediados de 2013.

## Historia
Antes de Show! Music Core, numerosos programa de música con contenido similar fueron transmitidos por MBC TV. A continuación se muestra la lista en orden cronológico:
| Período de emisión                             | Programa                                       |
| ---------------------------------------------- | ---------------------------------------------- |
| 30 de octubre de 1989 – 2 de noviembre de 1990 | Show Network (쇼 네트워크)                     |
| 9 de noviembre de 1990 – 30 de abril de 1993   | Everyone's Popular Songs (여러분의 인기가요)   |
| 7 de mayo de 1993 – 8 de octubre de 1993       | Choice Best Popular Songs (결정 최고 인기가요) |
| 21 de abril de 1995 – 17 de enero de 1998      | Popular Songs Best 50 (인기가요 베스트 50)     |
| 24 de enero de 1998 – 18 de abril de 1998      | Live Young Times (생방송 젊은 그대)            |
| 25 de abril de 1998 – 23 de enero de 1999      | Music Camp (음악캠프)                          |
| 30 de febrero de 1999 – 8 de mayo de 1999      | Family Camp (가족캠프)                         |
| 15 de mayo de 1999 – 30 de julio de 2005       | Live Music Camp (생방송 음악캠프)              |

Después la cancelación del programa Live Music Camp, Show! Music Core comenzó a transmitirse el 29 de octubre de 2005, con gráficos similares a sus predecesores. Sin embargo, las listas se eliminaron el 7 de enero de 2006 y continuó emitiéndose sin listas ni premios. Incluso sin el premio de la lista semanal, el programa era conocido por su producción y escenarios especiales.
De 2007 a 2008, se utilizó un segmento de "Clasificación móvil" para clasificar la popularidad de las canciones descargadas en teléfonos móviles y de sitios de música en línea.
El 11 de marzo de 2013, MBC anunció que retomaría su sistema de gráficos después de siete años sin este segmento. El sistema de clasificación se reinstaló el 20 de abril de 2013, con un trofeo al primer lugar, otorgado a la mejor canción entre los nominados de cada semana.
El 21 de noviembre de 2015, MBC anunció que su sistema de gráficos se eliminaría una vez más. El departamento de variedades de MBC dijo: «En lugar del sistema de clasificación, tenemos la intención de mostrar géneros musicales más diversos y seguir trabajando duro para ser un programa musical representativo de Corea».
El 11 de febrero de 2016, MBC anunció una fase de prueba de su transmisión simultánea en vivo de Show! Music Core en HD y UHD (ultra alta definición) utilizando una cámara 4K dedicada, en preparación para el lanzamiento de transmisiones UHD programadas para 2017. La fase de prueba tuvo lugar del 13 de febrero al 12 de marzo de 2016.
El 5 de abril de 2017, MBC anunció que, una vez más, volverían a su sistema de clasificación de listas desde el 22 de abril de 2017.

## Temporadas
| Temporada | Temporada | Episodios | Episodios | Emisión original      | Emisión original        |
| Temporada | Temporada | Episodios | Episodios | Primera emisión       | Última emisión          |
| --------- | --------- | --------- | --------- | --------------------- | ----------------------- |
|           | 2005      | 10        | 10        | 29 de octubre de 2005 | 31 de diciembre de 2005 |
|           | 2013      | 37        | 37        | 20 de abril de 2013   | 21 de diciembre de 2013 |
|           | 2014      | 52        | 52        | 4 de enero de 2014    | 20 de diciembre de 2014 |
|           | 2015      | 46        | 46        | 3 de enero de 2015    | 19 de diciembre de 2015 |
|           | 2016      | 51        | 51        | 2 de enero de 2016    | 24 de diciembre de 2016 |
|           | 2017      | 40        | 40        | 7 de enero de 2017    | 23 de diciembre de 2017 |
|           | 2018      | 43        | 43        | 6 de enero de 2018    | 22 de diciembre de 2018 |
|           | 2019      | 46        | 46        | 5 de enero de 2019    | 21 de diciembre de 2019 |
|           | 2020      | 46        | 46        | 4 de enero de 2020    | 26 de diciembre de 2020 |
|           | 2021      | 45        | 45        | 2 de enero de 2021    | 18 de diciembre de 2021 |
|           | 2022      | 39        | 39        | 8 de enero de 2022    | 17 de diciembre de 2022 |
|           | 2023      | 44        | 44        | 7 de enero de 2023    | 16 de diciembre de 2023 |
|           | 2024      | 44        | 44        | 13 de enero de 2024   | 28 de diciembre de 2024 |

## Ganadores

### Artistas con más primeros lugares
| Pos.                                      | Artista           | Victorias | Actividad                |
| ----------------------------------------- | ----------------- | --------- | ------------------------ |
| 1.º                                       | BTS               | 40        | 2013-presente            |
| 2.º                                       | IU                | 21        | 2008-presente            |
| 3.º                                       | EXO               | 19        | 2012-presente            |
| 4.º                                       | Wanna One         | 12        | 2017-2019; 2021-2022     |
| 4.º                                       | Twice             | 12        | 2015-presente            |
| 5.º                                       | Beast / Highlight | 11        | 2009-presente            |
| 5.º                                       | Red Velvet        | 11        | 2014-presente            |
| 6.º                                       | Apink             | 10        | 2011-presente            |
| 7.º                                       | Big Bang          | 8         | 2006-2018; 2022-presente |
| 7.º                                       | Blackpink         | 8         | 2016-presente            |
| 7.º                                       | IVE               | 8         | 2021-presente            |
| Última actualización: 7 de marzo de 2023. |                   |           |                          |

## Presentadores
| Período                  | Período                  | Presentador(es)                       |
| ------------------------ | ------------------------ | ------------------------------------- |
| 29 de octubre de 2005    | 29 de abril de 2006      | Shin Dong Wook, Hong Soo Ah           |
| 6 de mayo de 2006        | 4 de noviembre de 2006   | Brian Joo, Jang Mi Inae               |
| 11 de noviembre de 2006  | 31 de marzo de 2007      | Brian Joo, Kim Hyun Joong             |
| 7 de abril de 2007       | 19 de mayo de 2007       | Brian Joo                             |
| 26 de mayo de 2007       | 30 de junio de 2007      | Brian Joo, Hyuna, So Hee              |
| 7 de julio de 2007       | 3 de noviembre de 2007   | Brian Joo, Kang In                    |
| 10 de noviembre de 2007  | 26 de abril de 2008      | T.O.P, SunYe, So Hee                  |
| 10 de mayo de 2008       | 28 de marzo de 2009      | Daesung, Seungri, Kwon Sol Bi         |
| 4 de abril de 2009       | 31 de julio de 2010      | Tiffany, Yuri                         |
| 30 de octubre de 2010    | 9 de julio de 2011       | Onew, Min Ho, Suzy, Ji Yeon           |
| 16 de julio de 2011      | 8 de octubre de 2011     | Suzy, Ji Yeon                         |
| 15 de octubre de 2011    | 28 de enero de 2012      | Tiffany, Yuri                         |
| 18 de febrero de 2012    | 13 de abril de 2013      | Taeyeon, Tiffany, Seo Hyun            |
| 20 de abril de 2013      | 21 de junio de 2014      | No Hong Chul, Min Ho, Kim So Hyun     |
| 28 de junio de 2014      | 18 de abril de 2015      | Min Ho, Kim So Hyun, Zico             |
| 25 de abril de 2015      | 25 de abril de 2015      | Kang Kyun Sung, Yoon Bo Mi, Kang Nam  |
| 2 de mayo de 2015        | 2 de mayo de 2015        | Park Chan Yeol, Choa, Lee Hye Ri      |
| 9 de mayo de 2015        | 14 de noviembre de 2015  | N, Min Ho, Yeri                       |
| 21 de noviembre de 2015  | 24 de septiembre de 2016 | Kim Sae-ron, Kim Min-jae              |
| 1 de octubre de 2016     | 15 de abril de 2017      | Kim Sae-ron, Cha Eun-woo, Lee Soo-min |
| 22 de abril de 2017      | 20 de enero de 2018      | Cha Eun-woo, Xiyeon                   |
| 24 de febrero de 2018    | 22 de septiembre de 2018 | Ong Seong-wu, Mina, Mark              |
| 29 de septiembre de 2018 | 29 de diciembre de 2018  | Mina, Mark                            |
| 5 de enero de 2019       | 2 de febrero de 2019     | Mina                                  |
| 16 de febrero de 2019    | 18 de enero de 2020      | Hyunjin, Chani, Mina                  |
| 1 de febrero de 2020     | 18 de enero de 2021      | Hyunjin, Chani                        |
| 27 de junio de 2021      | 1 de agosto de 2021      | Hyunjin, Chani, Kim Min-ju            |
| 14 de agosto de 2021     | 28 de enero de 2023      | Lee Know, Kim Jungwoo, Kim Minju      |
| 15 de abril de 2023      | 4 de noviembre de 2023   | Lee Know, Kim Jungwoo, Sullyoon       |
| 11 de noviembre de 2023  | Presente                 | Sullyoon, Younghoon, Lee Jung-ha      |

## Emisión internacional
- Japón: KNTV y TV Asahi.
- Taiwán: Azio TV.
- Perú: Willax Televisión (lanzado como formato en modo resumen bajo el nombre de Especial K-Pop: Music Core).[6]

## Programas similares
- KBS2: Music Bank
- MBC Music: Show Champion
- SBS: Inkigayo
- Mnet: M! Countdown
- SBS MTV: The Show